# Formofentonia rotundata
Formofentonia rotundata är en fjärilsart som beskrevs av Matsumura 1925. Formofentonia rotundata ingår i släktet Formofentonia och familjen tandspinnare. Inga underarter finns listade i Catalogue of Life.